# 清水ミチコのミッチャン・インポッシブル
ENEOSステーション大作戦 清水ミチコのミッチャン・インポッシブル（エネオスステーションだいさくせん しみずミチコのミッチャン・インポッシブル）とは、ニッポン放送で2006年10月14日から2014年3月29日まで放送されていたバラエティ番組である。

## 番組概要
ニッポン放送は、2006年下半期番組編成にて『小倉智昭のラジオサーキット』を開始するにあたり、前番組であった『福澤朗ラヂオ☆スター』の放送枠を分割し、同局に長きに渡って出演している清水を起用したバラエティ番組を編成。番組名はドラマ『スパイ大作戦』及びその原題である『ミッション:インポッシブル』から引用しており、テーマソングやジングル、構成にも用いられている。
番組アシスタントには、同局制作部（当時）アナウンサーで最年少であった、飯田を担当に付けて番組開始。番組構成は清水のモノマネネタに絡むコーナーを挟みつつ、清水と飯田との寸劇で番組を繋ぐ構成である。録音番組ではあるが2012年1月中旬から、番組公式Twitterアカウントを開設し、リスナーツイート募集を開始。ハッシュタグは「#mip1242」で募っており、後述の特別番組でも使用されている。
2006年度 ギャラクシー賞のラジオ部門 奨励賞 受賞
2014年3月8日放送分にて、「2014年3月29日の放送を以って7年半の歴史に幕を下ろす」と番組終了を告知し、3月29日放送分にて番組終了。同放送枠は『ラジオサーキット』の終了後『辛坊治郎ズーム そこまで言うか!』番組開始時に分割されて15時台後半に番組編成されていた『カッキーケムケム 突然ですが、お邪魔いたします』との放送枠を統合して『SHELLY GO ROUND』が開始することが発表された。番組終了以後も清水と飯田のコンビで清水が出演している『ラジオビバリー昼ズ』の代理アシスタントや、同局で編成される特別番組や代理パーソナリティとして出演する番組ではコンビでの出演を2020年4月時点でも継続しているほか、2021年以降は聴取率調査週間の特別番組として不定期に放送している。
ENEOS一社提供枠としては、同年4月1日より『ENEOSプレゼンツ あさナビ』として『高嶋ひでたけのあさラジ!』内のフロート番組として、新たに番組が編成された。

## 出演者
名義上ダブルパーソナリティ制（メインとサブ）を敷いている

### パーソナリティ（MIPエージェント）
- 清水ミチコ（お笑いタレント）

### アシスタント
- 飯田浩司（ニッポン放送アナウンサー）

## 放送時間
- 土曜 16:00 - 17:00（JST） - 2006年10月14日 - 2014年3月29日

## 主な番組の流れ・コーナー
30分版ネット局では「リクエストインポッシブル」・「王様のムチャブリ」・「Twitterのつぶやき」・「童話の花束」を放送。以前は「あの日に帰りタイムトラベラー」などを放送していた。
ニッポン放送スペシャルウィークでは多くの場合ゲストを呼び、「リクエストインポッシブル」「童話の花束」以外のコーナーを休止、場合によっては「リクエストインポッシブル」も休みゲストとのトークに充てるが、ENEOSがコーナーとしても冠をつとめる「童話の花束」は必ず放送する。

### 構成（終了時の放送順）
- オープニング

「やぁ、清水姉さん、ハント君」ではじまる『ボス』のコメント。ニッポン放送では後述のレポートコーナーにかかわるものとなるが、ネット局では放送がないため毎週同じものが流れる。その後ニッポン放送では清水と場合によっては飯田のモノマネを交えた寸劇を行いオープニングへ入る。
タイトルコールはニッポン放送では「ENEOSステーション大作戦 清水ミチコのミッチャン・インポッシブル ○○大作戦!」となるがネット局では「ENEOSステーション大作戦 清水ミチコのミッチャン・インポッシブル!」となる。
- オープニングトーク／オープニング⇒メール・ミッション

【ニッポン放送】近況報告を交えつつ、レポートコーナーの紹介から提供クレジットへ入る
【ネット局】ネット局においてはここで行われるコーナー「メール・ミッション」が事実上のミッションとなる。リスナーからのメールに答えて提供クレジットへ。
- リクエストインポッシブル

リスナーが曲のリクエストとともに、清水に曲紹介してほしい有名人の物真似も依頼する。ほとんどの場合、清水のみが物真似を行う。
- 飯田のレポートコーナー（正式なコーナー名はない）／ゲストパート

飯田が番組中では「作戦」または「ミッション」と呼ばれるメインテーマとなるものを調査する。最後に清水が採点する。大抵は辛口の点数、ないしは「夕方の番組のイヤな汗を流すため銭湯通いや「絶滅寸前の頭に養毛剤を30cc」のような飯田への罰ゲームとなる。
ゲストパートの場合は、冒頭で『徹子の部屋』のBGMとともに清水が黒柳徹子のモノマネをしながらゲスト紹介をするのが恒例となっている。場合によっては「リクエストインポッシブル」やオープニングコントから出演することもあり、その場合はネット局では「リクエストインポッシブル」が休止され、「おたよりラジオ便」が延長される。
王様のムチャ振り/Twitterアンケート作戦を挟んで後半にも放送される。
- 王様のムチャ振り（Twitterアンケート作戦と基本的に交互に放送）

2012年11月スタート。歴史に残る王様や権力者のムチャ振りで、現代にまで影響が残っているものを紹介する。飯田が王様や権力者をあえてバカらしくモノマネしながらムチャ振りをし、清水がツッコむパターンが多い。
- Twitterアンケート作戦（王様のムチャ振りと基本的に交互に放送）

番組が提示したテーマについてリスナーからTwitterでつぶやきを募集し、番組で紹介する。テーマ変更時にはTwitterおよび放送の両方で告知されるが、録音番組のため放送での告知はTwitterから数日遅れる。
- JX-ENEOS童話の花束

番組のメインに当たる、JXTGホールディングス主催の童話賞「JX-ENEOS童話の花束」入選作品を、飯田がナレーション、清水がキャラクターとして朗読するコーナー。
- おたよりラジオ便

清水が加賀美幸子の物真似でタイトルコールをした後、「NHK、ニッポンほうそう・聴きましょうの〜」を枕詞にして自己紹介を行い、普通のメールを読むが改変する場合もあり、余りに度が過ぎる場合飯田がつっこむこともある。このコーナー内で番組からの特別なお知らせの発表を行うこともある。ある時期から放送されなくなったが、ニッポン放送での放送が休止になる場合、またニッポン放送で大きく内容が変わる場合は「童話の花束」以外のコーナーは放送されないので、ネット局向けのお便り消化コーナーとしてこのタイトルで放送される。
2011年7月までのタイトルは『前略、シミチコ様』、物真似は岸田今日子。

### 過去
- あの日に帰りタイムトラベラー

清水が「マットウヤ ユーミソ」と名乗る松任谷由実の物真似でタイトルコールをした後、リスナーの依頼で調べてほしい年の出来事へ向けて、電子レンジ型のタイムマシーンで出掛けるという設定。
- 新・日本を聴こう

新日本紀行のパロディ。清水が加賀美幸子の物真似でナレーションをした後、日本の各地を紹介する。
- つい、言ったー!

リスナーから寄せられた、「つい、つぶやきたくなる」ような歴史に残る問題発言をピックアップする。コーナータイトルについて、清水・飯田曰く『時代の流れに乗った』との発言から分かるとおり、ツイッターをもじっているが、放送当時はツイッターは使っていなかった。
- 比べて、ガッテンでい!

リスナーが2つのもののうち、どちらがすごいかという2択クイズを3問清水に出題する。正解はスタッフが調べるので、投稿するリスナーは答えを書かなくても良い。
テーマ曲は舟木一夫が歌う『銭形平次』のテーマ曲
以前は清水は飯田が演じる江戸っ子を嫌っていたが、自身の正答率も良いことが関係してか、気分よくコーナーに参加するようになる。
ニッポン放送での2012年8月11日放送分を以って終了。理由として、オンエアでは「飯田の演技が下手なため、互いに表情の読み合いになってしまった」と説明された。
- 踊る大研究室

ニッポン放送での2012年9月8日放送分よりスタート。世界中で行われている様々な研究成果を紹介する。コーナー名は『踊る大捜査線』のパロディ。ジングルはRhythm And Policeのアレンジ版。
ニッポン放送での2012年6月23日放送分では、本コーナーの前身ともいうべき「データが語る意外な真実大作戦」メインテーマとして、本コーナーとほぼ同じフォーマットで放送した。
2012年11月終了。

## ネット局
- 2008年3月まではNRNネット加盟局及び一部JRN単独ネット局では「ニューシミチコパラダイス」及び「JX童話の花束」のコーナーを別の番組として放送していたが、2008年4月より以下のネット局向けに両コーナーを統合し、かつ本番組を30分に編集した上で放送している。
- 放送時間は2012年4月8日現在でJST表記である。

| 放送地域   | 放送局       | 放送日 | 放送時間      | 備考 |
| ---------- | ------------ | ------ | ------------- | --- |
| 北海道     | STVラジオ    | 日曜日 | 11:00 - 11:30 | 「童話の花束」は北海道放送（HBCラジオ）からネット移行。 稀に特別番組放送のため番組を休止する場合がある。 |
| 長野県     | 信越放送     | 土曜日 | 15:05 - 15:35 | 2010年4月3日放送分より新たにネット開始。                                                                 |
| 中京広域圏 | 東海ラジオ   | 日曜日 | 11:30 - 12:00 | |
| 近畿広域圏 | 朝日放送     | 日曜日 | 12:30 - 13:00 | 「童話の花束」は毎日放送からネット移行。                                                                 |
| 岡山県     | 山陽放送     | 日曜日 | 15:30 - 16:00 | |
| 広島県     | 中国放送     | 日曜日 | 11:00 - 11:30 | 2013年4月7日から放送時間変更                                                                             |
| 山口県     | 山口放送     | 土曜日 | 15:00 - 15:30 | 2010年4月3日放送分より新たにネット開始。                                                                 |
| 福岡県     | 九州朝日放送 | 日曜日 | 11:00 - 11:30 | 「童話の花束」はRKB毎日放送（RKBラジオ）からネット移行。                                                 |
| 大分県     | 大分放送     | 日曜日 | 17:00 - 17:30 | 2010年4月4日放送分より新たにネット開始。                                                                 |

出典：三才ブックス刊行『ラジオ番組表 2010年春号』

## 特別番組
- ビバリー昼ズニューイヤースペシャル 清水ミチコのミッチャン・インポッシブル新春増刊号

ニッポン放送の2007年元日特番として、当該番組をベースに編成。但し、放送時間が三が日ではあるが月曜日の昼のため、『ビバリー昼ズ』の扱いになっている
2007年1月1日 11:30 - 13:00
- 清水ミチコのミッチャン・インポッシブル・リターンズ

当該番組のレギュラー放送終了から5年振りに、『ショウアップナイタースペシャル』としてサウンドコレクション枠にて特別番組として編成
録音番組ではあるが、当該番組のTwitterアカウントも番組終了以来可動し、番組中もツイートされた
2019年4月20日 18:00 - 21:30
- 帰ってきた!清水ミチコのミッチャン・インポッシブル 卒業ソングベスト20大作戦

過去、当該番組と同じ形式で清水と飯田のリクエスト番組を別タイトルや別番組の放送枠で編成して来たが、2021年2月聴取率調査週間編成として編成
2021年2月16 - 18日 21:00 - 21:40
- 今年の顔も総登場!? 清水ミチコのミッチャン・インポッシブル2021～クリスマスソングベスト20大作戦～

同年2月聴取率調査週間編成の以後に、2021年12月聴取率調査週間編成として編成
2021年12月13日 18:00 - 20:00
- 清水ミチコのミッチャン・インポッシブル2022 ユーミン、明菜にしんちゃん、E.T. これまでもこれからも WE LOVEアニバーサリー大作戦

2022年10月聴取率調査週間編成として編成
2022年10月20日 20:00 - 21:50
- 浅田美代子も登場!清水ミチコのミッチャン・インポッシブル2023　愛すべき天然大作戦

2023年6月聴取率調査週間編成として編成
2023年6月12日 19:00 - 21:50
- 清水ミチコと飯田浩司のものまねクライマックスアワー ドラマ主題歌ベスト30

基は2023年10月度の聴取率調査期間の特別編成を兼ねて、『ニッポン放送ショウアップナイタースペシャル・2023年のパシフィック・リーグクライマックスシリーズ ファイナルステージ実況中継・オリックス・バファローズ対千葉ロッテマリーンズ第4戦』の予備番組として、10月21日17:50-21:00に生放送される予定だったが、10月20日の第3戦までで決着しなかったので一旦はお蔵入りとなったが、その第4試合でオリックスの日本シリーズ出場（CS優勝）が決まったため、1日順延して、同第5戦が予定された10月22日の17:50-21:40（当初より40分延長）に生放送された。
同番組では昭和・平成を代表するテレビドラマの主題歌・挿入歌を特集するというものだった。

## イベント
リスナー向けにイベントや公開放送が催された。

### イベント内容
2012年
- 1月31日（火）

清水ミチコのミッチャン・インポッシブル 公開収録 in 創エネハウス（19:30 - 21:00） - 平野レミ／清水ミチコ、飯田浩司
番組スポンサーであるENEOSが横浜市港北区大曽根に設置していた次世代省エネルギー住宅 ENEOS 創エネハウスにて公開収録。調理機材があるため平野が2人に対して料理を振る舞った